# ArduCopter
ArduPilot:Copter anteriormente llamado APM:Copter o ArduCopter es la versión de vehículo aéreo no tripulado multicóptero de la plataforma de piloto automático ArduPilot de código abierto.
El enfoque de software libre de ArduCopter es similar al del Proyecto Paparazzi y al del piloto automático PX4, donde el bajo costo y la disponibilidad permiten su uso como aficionado en pequeñas aeronaves pilotadas de forma remota, como microvehículos aéreos y vehículos aéreos no tripulados en miniatura .
Original Unboxing ArduCopter por Chris Anderson  por Jani Hirvinen y su equipo en DIYDrones fue lanzado en agosto de 2010.

## Visión General
Mediante piloto automático se consigue volar una aeronave pilotada a distancia más allá del campo de visión. Todo el hardware y el software es open-source y está disponible libremente para cualquier persona siempre que tenga una licencia BSD. Los pilotos automáticos de código abierto proporcionan hardware y software que permiten ser flexibles. Los usuarios pueden modificar fácilmente el piloto automático en función de requisitos especiales, como la evaluación de incendios forestales.